# Bridgetown
|  | Per a altres significats, vegeu «Bridgetown North (Ohio)». |

Bridgetown, amb 98.725 habitants (2006), és la capital de Barbados, un destí turístic important a les Antilles Menors. És a la badia de Carlisle al sud-oest de l'illa. És el principal port i centre comercial de l'illa. El centre històric de Bridgetown i la seva guarnició estan inscrits a la llista del Patrimoni de la Humanitat de la UNESCO des del 2011.
El port de Bridgetown, que es troba al llarg de la badia de Carlisle (a 13° 06′ 22″ N, 59° 37′ 55″ O / 13.106°N,59.632°O) es troba a la costa sud-oest de l'illa. Parts de l'àrea de Greater Bridgetown (tal com es defineix aproximadament per la circumval·lació de la carretera de circumval·lació o més comunament coneguda com l’autopista ABC), es troben prop de les fronteres de les parròquies veïnes Christ Church i St. James. L’aeroport internacional Grantley Adams de Barbados es troba a 16 km al sud-est del centre de Bridgetown, i té vols diaris a les principals ciutats del Regne Unit, Estats Units, Canadà i el Carib. Ja no hi ha un govern municipal local, sinó que és una circumscripció del Parlament nacional. Durant la curta durada de les dècades de 1950 i 1960 de la Federació dels Territoris Britànics de les Índies Occidentals, Bridgetown va ser una de les tres capitals de la regió considerades com la capital federal de la regió.
De Bridgetown s'exporta principalment sucre, rom i melassa. Bridgetown és també un centre financer. La ciutat fou fundada pel Regne Unit l'any 1628.
El clima de la ciutat és tropical, on gairebé mai es baixa dels 20 °C, però se superen fàcilment els 31 °C.
La ubicació actual de la ciutat va ser establerta pels colons anglesos el 1628; un assentament anterior sota l'autoritat de Sir William Courten es trobava a St. James Town. Bridgetown és una de les principals destinacions turístiques de les Índies Occidentals i la ciutat actua com a important port d'escalada financer, informàtic, de convencions i de creuers a la regió del Carib.

## Història
Encara que l'illa estava totalment abandonada o deshabitada quan van arribar els britànics, un dels pocs rastres de preexistència indígena a l'illa va ser un pont primitiu construït sobre el pantà de la zona de Careenage al centre de Bridgetown. Es pensava que aquest pont va ser creat per un poble indígena del Carib conegut com els Taïnos. En trobar l'estructura, els colons britànics van començar a anomenar el que ara és el pont indi de l'àrea de Bridgetown. Els estudiosos creuen àmpliament que els Tainos van ser expulsats de Barbados a l'illa veïna de Santa Llúcia, durant una invasió dels Kali'na, un altre poble indígena de la regió. Finalment, després de 1654, quan els britànics van construir un nou pont sobre Careenage, la zona va passar a ser coneguda com The Town of Saint Michael i més tard com Bridgetown, després de Sir Tobias Bridge.
Bridgetown és l'única ciutat fora dels actuals Estats Units que va visitar George Washington. (George Washington House, la casa on es va allotjar, està inclosa dins dels límits de l’àrea històrica de la guarnició.) Dos dels avantpassats de Washington, Jonathon i Gerrard Hawtaine, van ser els primers plantadors de l'illa. La seva àvia era Mary Washington de Sulgrave, Northamptonshire, Anglaterra. L'any 2011, els edificis històrics de Bridgetown van ser designats com a àrea protegida per la UNESCO.

### Primer assentament

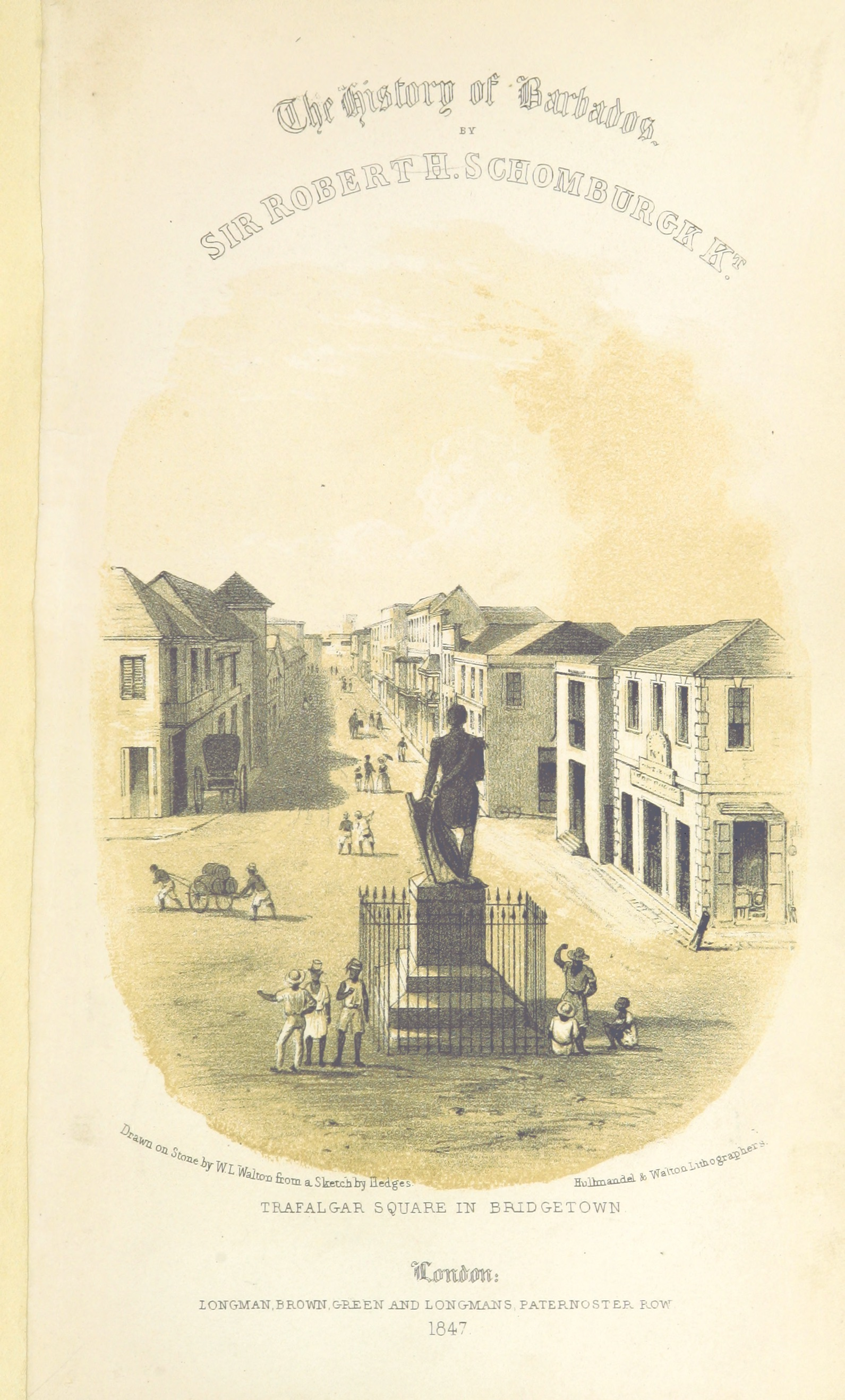
Estàtua de Lord Nelson Bridgetown, Barbados el 1848, retirada el 2020

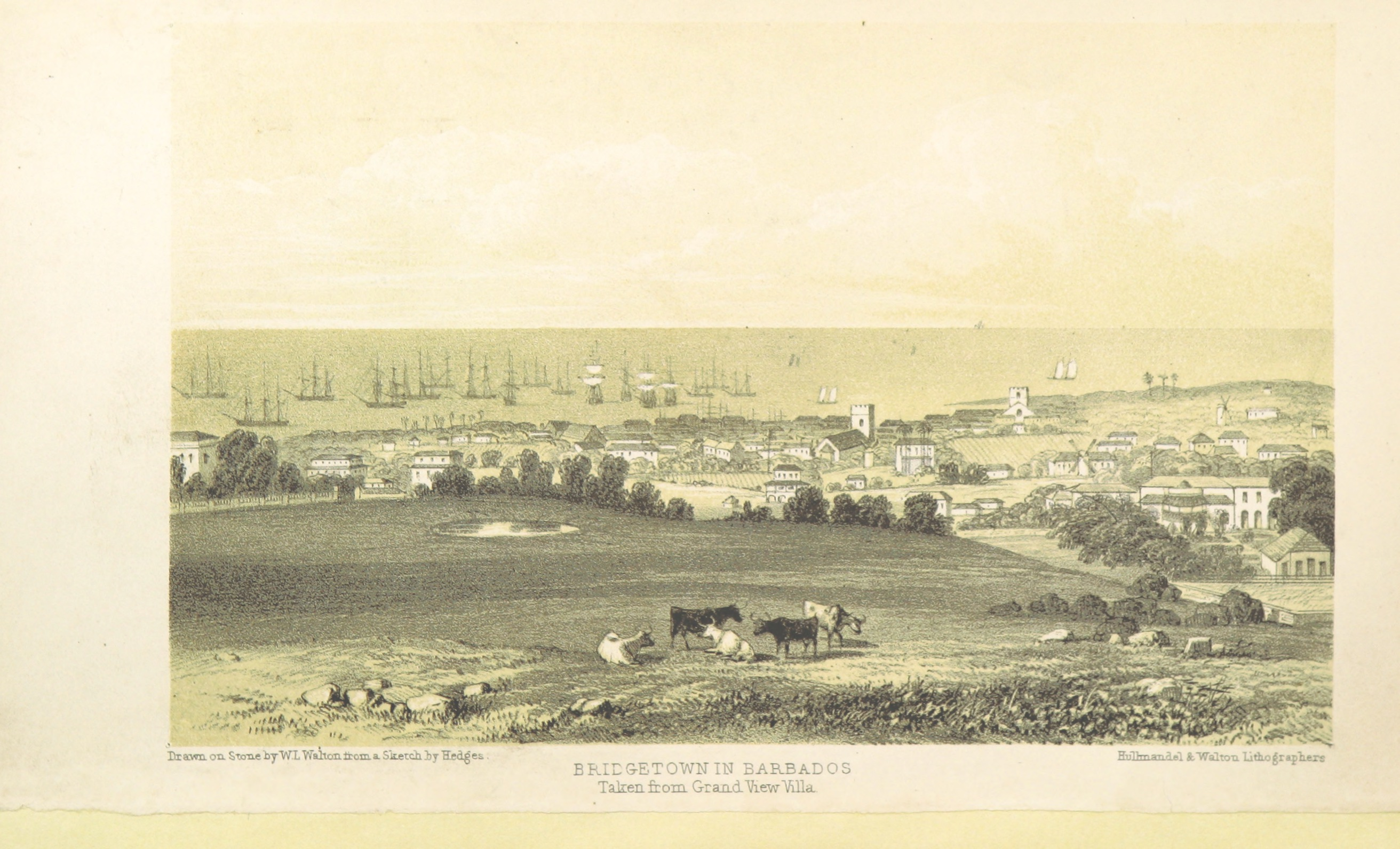
Bridgetown, Barbados el 1848

L'assentament anglès de Bridgetown va començar el 5 de juliol de 1628 sota Charles Wolverstone, que va portar amb ell 64 colons a aquestes terres formalment reclamades per James Hay, el comte de Carlisle. Wolverstone havia estat enviat per un grup de comerciants de Londres, encapçalats per Sir Marmaduke Rawdon. Se'ls havia concedit un lloguer de 4.000 ha de terres del comte de Carlisle en liquidació de deutes. Wolverstone va concedir a cadascun dels colons 40 ha de terrenys del costat nord de la via fluvial Careenage a efectes de poblament general. La costa sud de Needham's Point va ser reclamada pels agents de Carlisle l'octubre de 1628. El 1631, moltes hectàrees de terra directament enfront de la badia de Carlisle van passar a Henry Hawley, el nou governador; però després d'informar-se del seu comportament deshonest, va ser arrestat i retornat per la força a Anglaterra el 1639. Una investigació d'una comissió el 1640 va trobar que bona part de les transaccions de terres de Hawley eren legítimes i es mostraven correctament (inclòs el lloc de la ciutat) com a atribuïdes al comte de Carlisle. Bridgetown es va construir amb un traçat de carrers semblant a les ciutats de mercat o primeres medievals angleses, amb la seva configuració de carrers i carrerons serpentejats i estrets. Es calcula que entre 1627 i 1807, aproximadament 387.000 africans esclaus van ser enviats a Barbados.

### De poble a ciutat
El 1824, Barbados es va convertir en la seu de la diòcesi anglicana de Barbados i les illes de sotavent. L'església parroquial de Sant Miquel es va convertir en una catedral, de manera que Bridgetown es va convertir en una ciutat. El 1842, Barbados, Trinitat, Tobago, Grenada, Sant Vicenç i Santa Llúcia es van dividir en diòcesis separades per Carta patent, que també va decretar que la ciutat de Bridgetown s'havia d'anomenar així.
Des de 1800 fins a 1885, Bridgetown va ser la seu principal del govern de les antigues colònies britàniques de les Illes de Sobrevent. Durant aquest període, el governador resident de Barbados també va exercir com a cap colonial de les illes de Sobrevent. Després que el govern de Barbados va sortir oficialment de la unió de les Illes de Sobrevent el 1885, la seu es va traslladar de Bridgetown a Saint George's a l'illa veïna de Grenada.
El desembre de 1925, un comitè va intentar sol·licitar al rei una carta reial d'incorporació per proporcionar govern local a la ciutat, va proposar que consistís en un alcalde, 8 regidors, 12 consellers comuns, un secretari municipal, un cap de districte o cap de policia., i els altres funcionaris que es considerin necessaris. Es va proposar que la Casa de l'Assemblea de l'illa intentés incorporar la ciutat en comptes d'utilitzar una Royal charter.
Aquesta proposta no va tenir èxit, però el 1958 es va aprovar la Llei de govern local a Barbados. Això va proporcionar una administració separada per a la ciutat, amb un alcalde; 6 regidors de la ciutat; i 12 regidors, quatre per cadascun dels tres barris de la ciutat.
El 20 de setembre de 1960, el College of Arms de Londres va concedir armes a la ciutat de Bridgetown. Els coixinets van ser dissenyats pel difunt Neville Connell, llavors director del Museu i Societat Històrica de Barbados, i HW Ince, el secretari honorari de la Societat.
El govern local de Barbados no va durar gaire. L'abril de 1967, els Consells de Govern Local van ser dissolts i substituïts per un Comissionat Interí de Govern Local. Així, la Corporació de Bridgetown va deixar d'existir i els seus registres i parafernàlia es van dipositar tant al Departament d'Arxius del Govern com al Museu i Societat Històrica de Barbados. Avui, Bridgetown i les circumscripcions circumdants són administrades per membres del parlament de Barbados.

## Geografia i clima

### Geografia

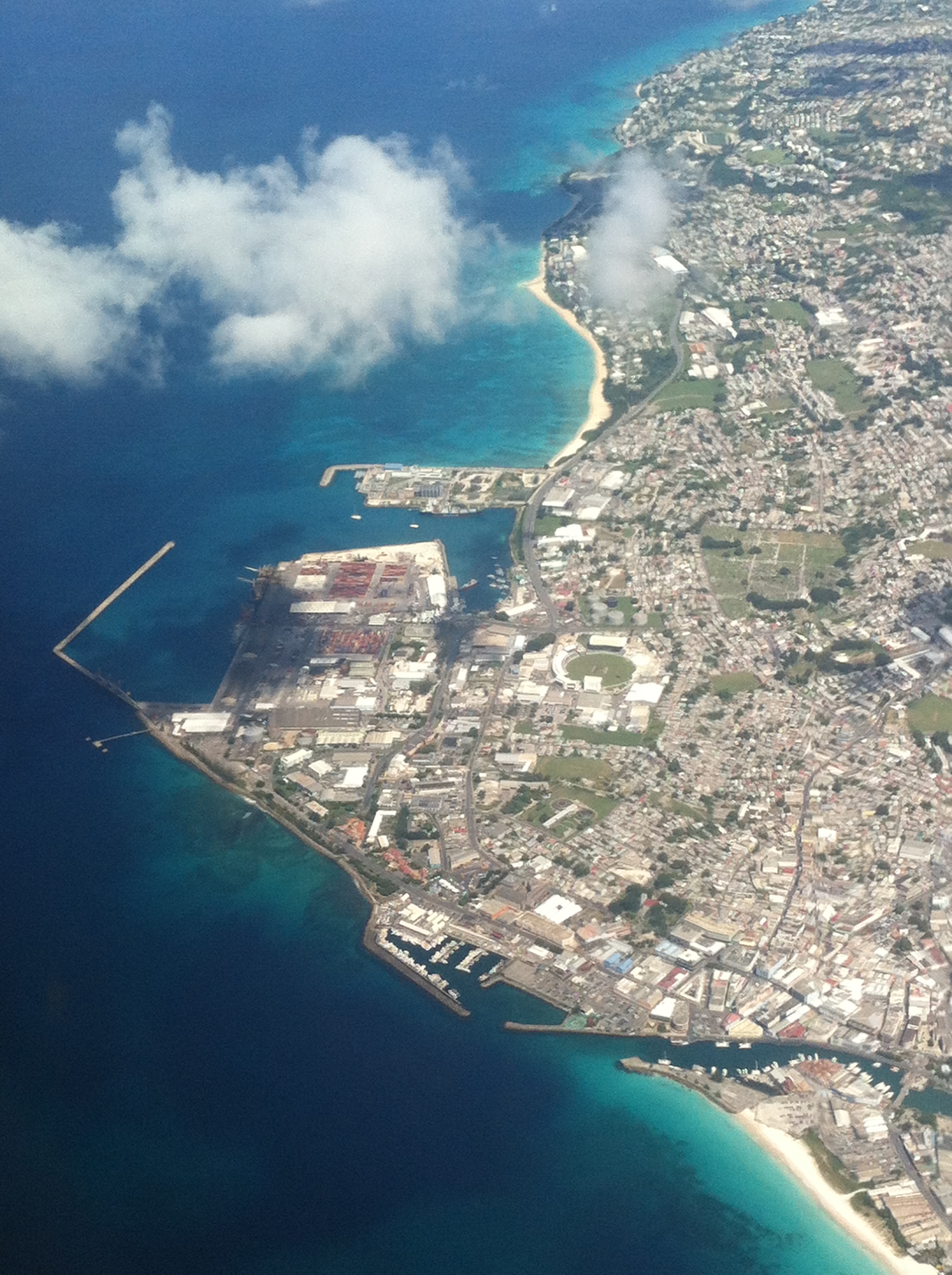
Vista aèria de Bridgetown

Tal com es va establir a principis del segle xvii, el centre de Bridgetown estava format originalment per un pantà, que es va drenar i omplir ràpidament per donar pas al desenvolupament inicial.

### Límits
Els primers límits de Bridgetown estan continguts per mitjà d'una llei aprovada el 4 d'abril de 1660 anomenada «per prevenir el perill que pugui passar per un incendi, a o al voltant de qualsevol de les ciutats portuàries de l'illa». El límit sud va ser declarat com el riu (Careenage), mentre que el límit occidental va ser declarat com el límit occidental de l'església de Sant Miquel (ara Santa Maria), i s'estenia en línia directa fins a la vora del mar. Els altres límits de la població consistien en propietats de determinats noms de ciutadans en aquest estatut, la ubicació dels quals ara no es pot determinar amb certesa. Els límits no es van redefinir fins al 1822.
Mitjançant l'instrument reglamentari (SI) 1984 núm. 141, Llei de circulació, CAP. 295, NORMATIVA DE CIRCULACIÓ, i sota l'Annex Sec. Núm. 6: Els límits de Bridgetown, Speightstown, Holetown i Oistin es citen de la següent manera: 1) «Ciutat de Bridgetown» - «Bridgetown» - «La ciutat»:
Més enllà del límit esbossat, l'àrea metropolitana de Greater Bridgetown ocupa tècnicament la major part de la parròquia de Saint Michael, una àrea que cobreix al voltant de 39 km² (15 milles quadrades). La part anterior de la Llei de trànsit rodat també omet gran part de les 90 acres de terreny nou format originalment per la finalització del port de Bridgetown el 1961.

### Careenage
Al cor de Bridgetown hi ha el riu Careenage i Constitution. El Careenage es pot considerar un port esportiu per als navegants que entren o surten de la conca interior situada directament davant dels edificis del Parlament de Barbados. Aquesta massa d'aigua proporciona a la ciutat un accés directe des de iots de mida mitjana o embarcacions petites. Encara que moderadament poc profund, el Careenage divideix Bridgetown en dues parts. Durant l'època de pluges, el riu Constitució desemboca a la zona de Careenage i actua com a sortida de l'aigua de la xarxa de drenatge pluvial interior del país. Desemboca a la badia de Carlisle, a la costa sud-oest de l'illa.

### Clima
Bridgetown presenta un clima de sabana tropical (Köppen Aw), amb temperatures relativament constants al llarg de l'any. Tot i que fa força calor, Bridgetown es refreda una mica pels vents alisis que afecten el clima a Barbados en general. Màxim rècord de Bridgetown de 33,1 °C el setembre de 2005 i mínim rècord de 16,5 °C el 2 de gener de 1984. Bridgetown compta amb diferents estacions humides i seques, amb una temporada humida relativament llarga i una temporada seca més curta. La seva estació humida és de juny a desembre, mentre que l'estació seca cobreix els mesos restants.

## La ciutat

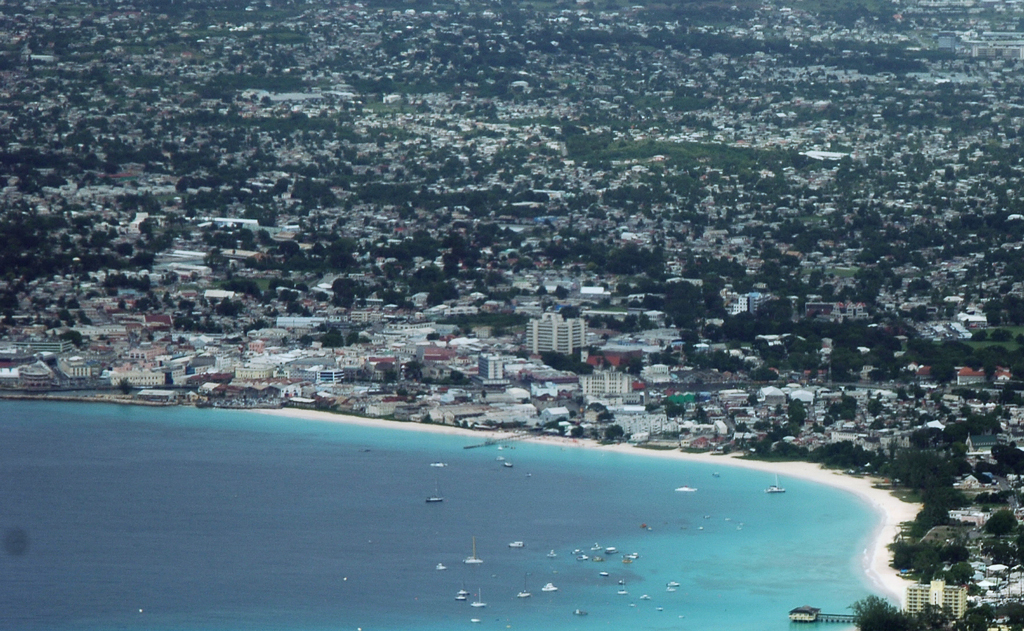
Central Bridgetown

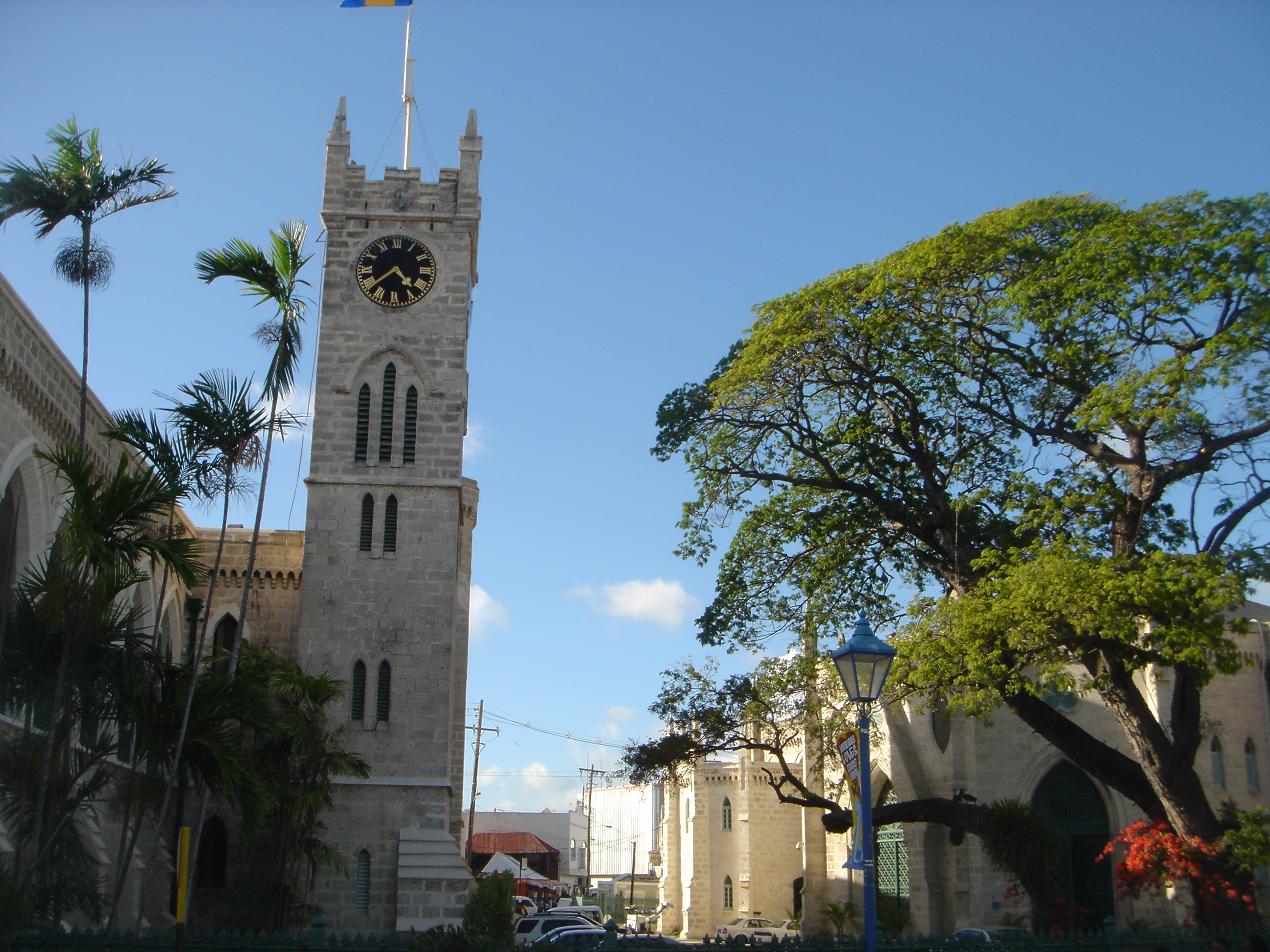
Vista des de la plaça dels Herois Nacionals, Bridgetown, Barbados, abril de 2007

Al centre es troba el carrer principal de Bridgetown, que és Broad Street, que passa directament pel centre de la ciutat. Broad Street passa per davant dels edificis del Parlament i serveix de centre de la zona comercial de la ciutat.
Una altra artèria de trànsit important cap a la ciutat és Bay Street (que es converteix en l'autopista 7) i condueix cap a la costa sud de Barbados i la Parròquia de Christ Church. També hi ha altres carrers notables a Bridgetown, com ara:
- Swan Street: que és paral·lel al Broad Street, al nord.
- Roebuck Street: que condueix cap a Queens Park al nord i a l'est de Swan Street.
- Tudor Street: que ve del nord, creua Swan Street i discorre perpendicularment al Broad Street.
- La Spring Garden Highway, que es troba a l'oest de la ciutat, acull més de 85.000 espectadors i participants en la desfilada anual de carnaval de Grand Kadooment.

### Barris
- Belleville
- Cat's Castle, Saint Michael, Barbados
- Cheapside, Saint Michael, Barbados
- Fontabelle
- Garden Land, Saint Michael, Barbados
- New Orleans, Saint Michael, Barbados
- Pinelands, Saint Michael, Barbados
- Strathclyde, Saint Michael, Barbados
- Weymouth, Saint Michael, Barbados
- Whitepark, Saint Michael, Barbados

### Punts d'interès
- National Heroes Square (antiga Trafalgar Square) i Fountain Garden[13]

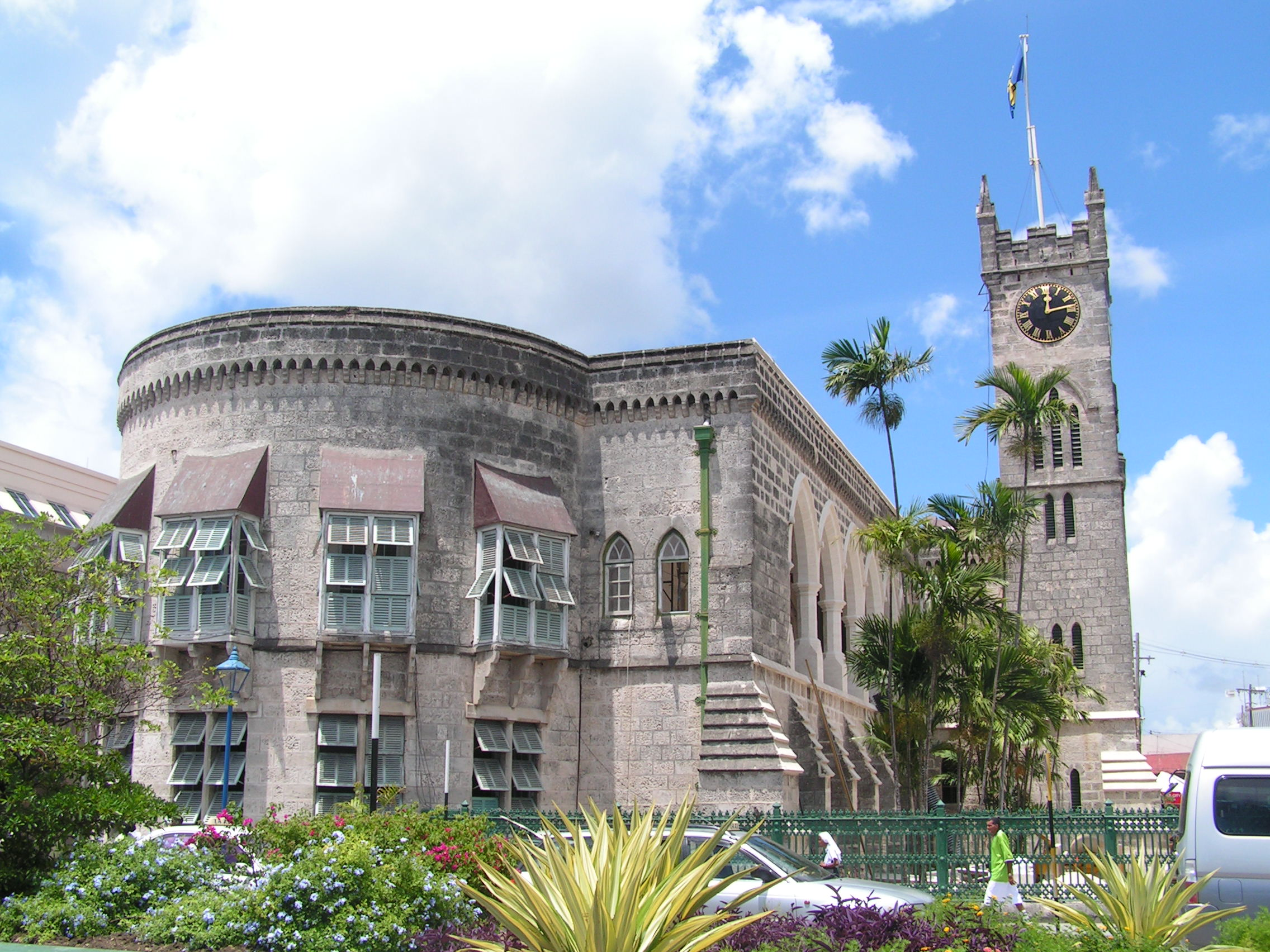
Edifici del Parlament

- Plaça de la Independència i Arc de la Independència
- La Font de Montefiore
- Edificis del Parlament de Barbados
- Església Catedral de Sant Miquel i Tots els Àngels
- L'Església Anglicana de Santa Maria
- La catedral catòlica romana de Sant Patrici
- Sinagoga Nidhe Israel
- The Pelican Village and Craft Center
- Queen's Park
- Museu de Barbados
- Kensington Oval (lloc de la final de la Copa del Món de Cricket 2007)
- Platja de Carlisle Bay
- El complex financer Tom Adams
- El Frank Collymore Hall of the Performing Arts
- La Plaça de la Catedral
- Grans magatzems Cave Shepherd (núm. 10 Broad Street)
- L'edifici de la mutualitat (carrer Broad inferior)
- Els jardins de Cheapside
- Plaça Sagicor
- La sabana de la guarnició i l'àrea històrica nacional
- L'hotel Hilton
- Casa Martineau
- Complex de desenvolupament de Pierhead

### Port
El port de Bridgetown (o «port d'aigües profundes», com també es coneix) és el principal port d'entrada dels vaixells de creuers i de càrrega que atraquen a Barbados. El port d'aigües profundes es troba a poca distància a través de la badia de Carlisle al nord-oest del canal Careenage. Es troba al llarg de la Princess Alice Highway i a l'oest del centre de la ciutat al voltant de Fontabelle.
El port del port actua com un dels principals centres d'enviament i transbordament des de llocs internacionals per a tot el Carib oriental. Recentment, es va dragar el port de Bridgetown per permetre l'accés i l'atracada segurs per a la nova lliga de «supercreuers». El projecte de dragatge es va completar l'any 2002 i la ciutat ara pot acollir molts dels creuers més grans del món.
El port de Bridgetown també gestiona mercaderies per a les necessitats domèstiques de l'illa. Les principals exportacions de l'illa de productes principalment agrícoles també fan ús de les instal·lacions portuàries.

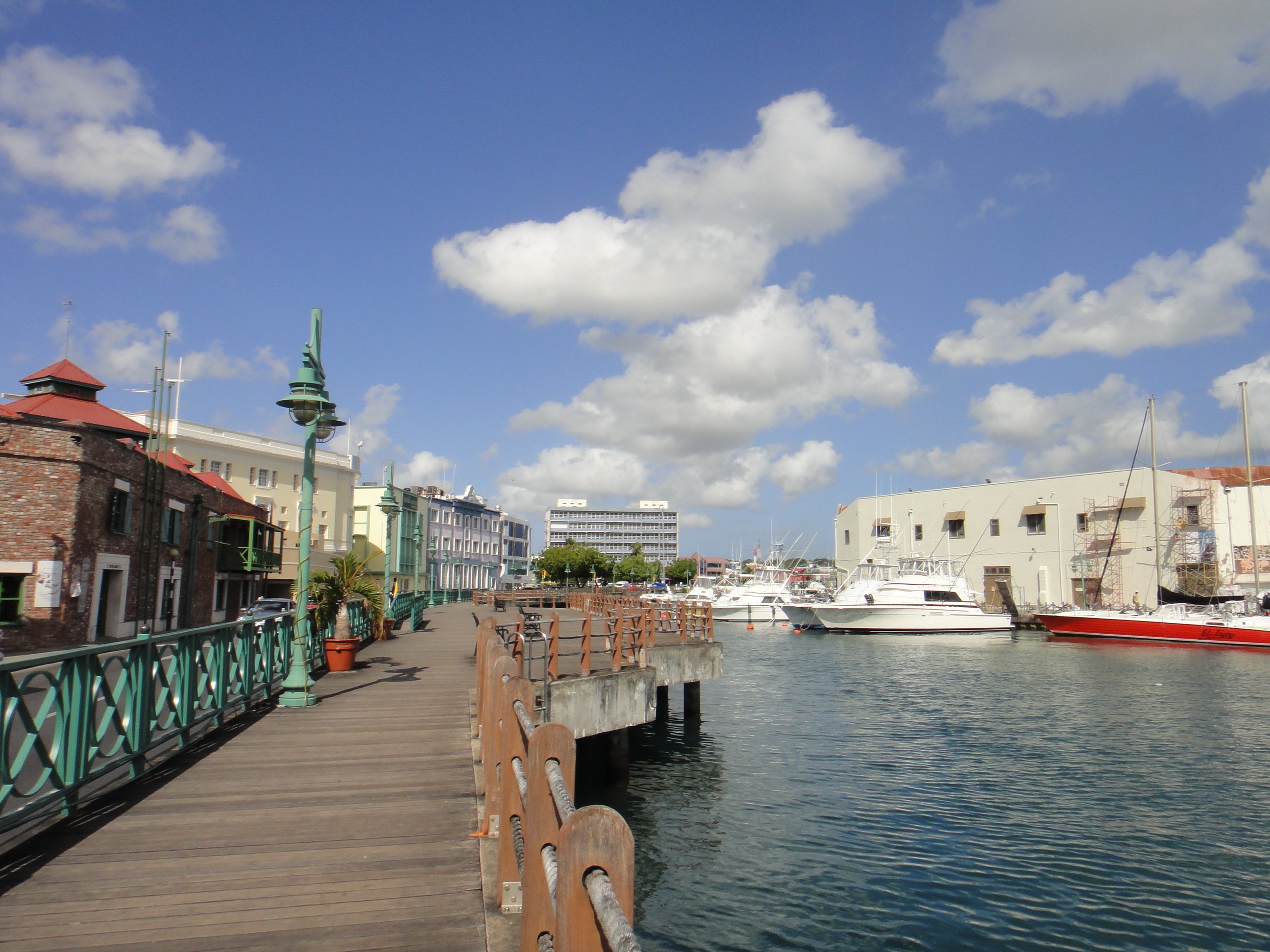
Passejada pel canal

Bridgetown també té un canal més petit al centre de la ciutat, anomenat Careenage, també conegut «Riu de la Constitució». El riu Constitution no s'ha de confondre amb el port d'aigües profundes. El riu Constitution més petit que alimenta la costa oest es troba aproximadament a mig quilòmetre al sud del gran port. El Careenage és prou gran per a embarcacions d'esbarjo o vaixells de pesca i té dos ponts principals prop del centre de la ciutat que abasten el Careenage poc profund.

## Societat i cultura

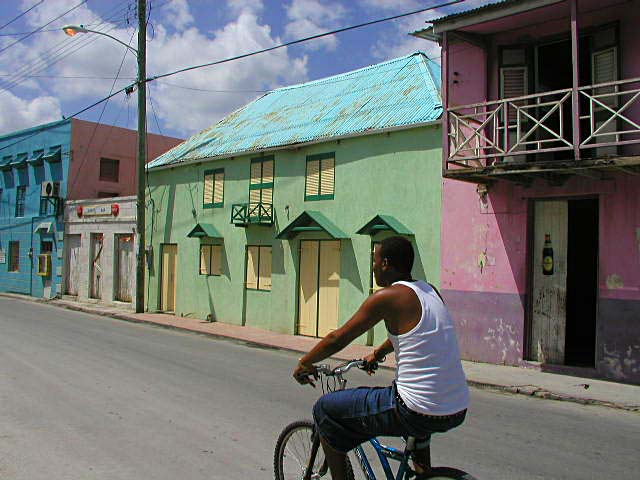
Carrer de Bridgetown colorit

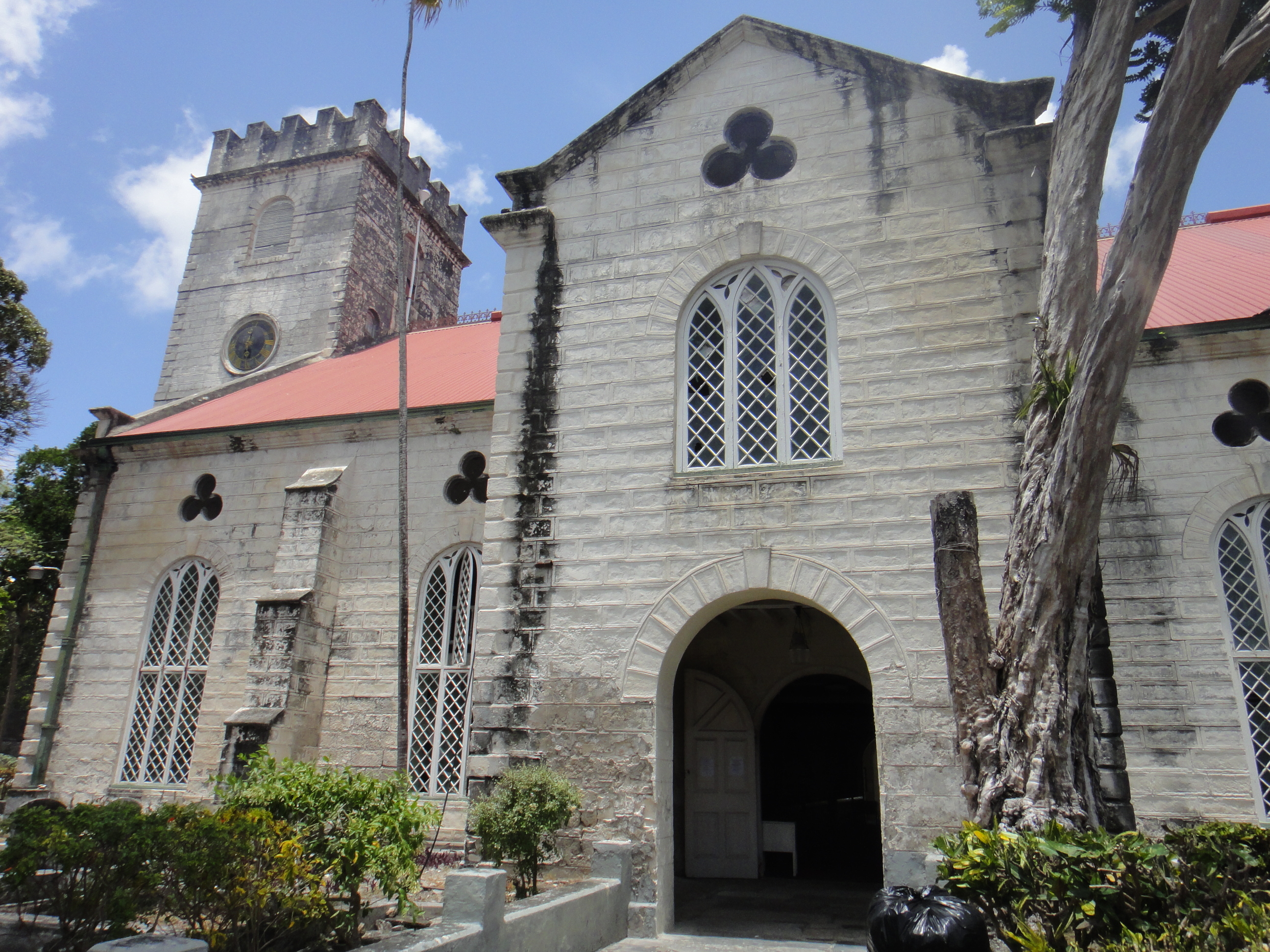
Catedral de Sant Miquel.

Bridgetown serveix com a principal centre d'activitat comercial a Barbados, així com un centre central per al sistema de transport públic de l'illa. Molts dels ministeris i departaments del govern de l'illa es troben a l'àrea de Greater Bridgetown. Els edificis públics o parlament, que es troben al cor de la ciutat directament al nord de la plaça dels Herois, acullen el tercer parlament continu més antic de la Commonwealth britànica. De fet, en un moment de la història primerenca de la ciutat, Bridgetown va ser la ciutat més important de totes les possessions britàniques al Nou Món a causa de la ubicació a l'est de la ciutat a la regió del Carib.
La seu del Servei Nacional de Biblioteques de Barbados es troba a Bridgetown. La branca principal es troba al carrer Coleridge, en un edifici de pedra corall, construït a l'estil del Renaixement anglès.

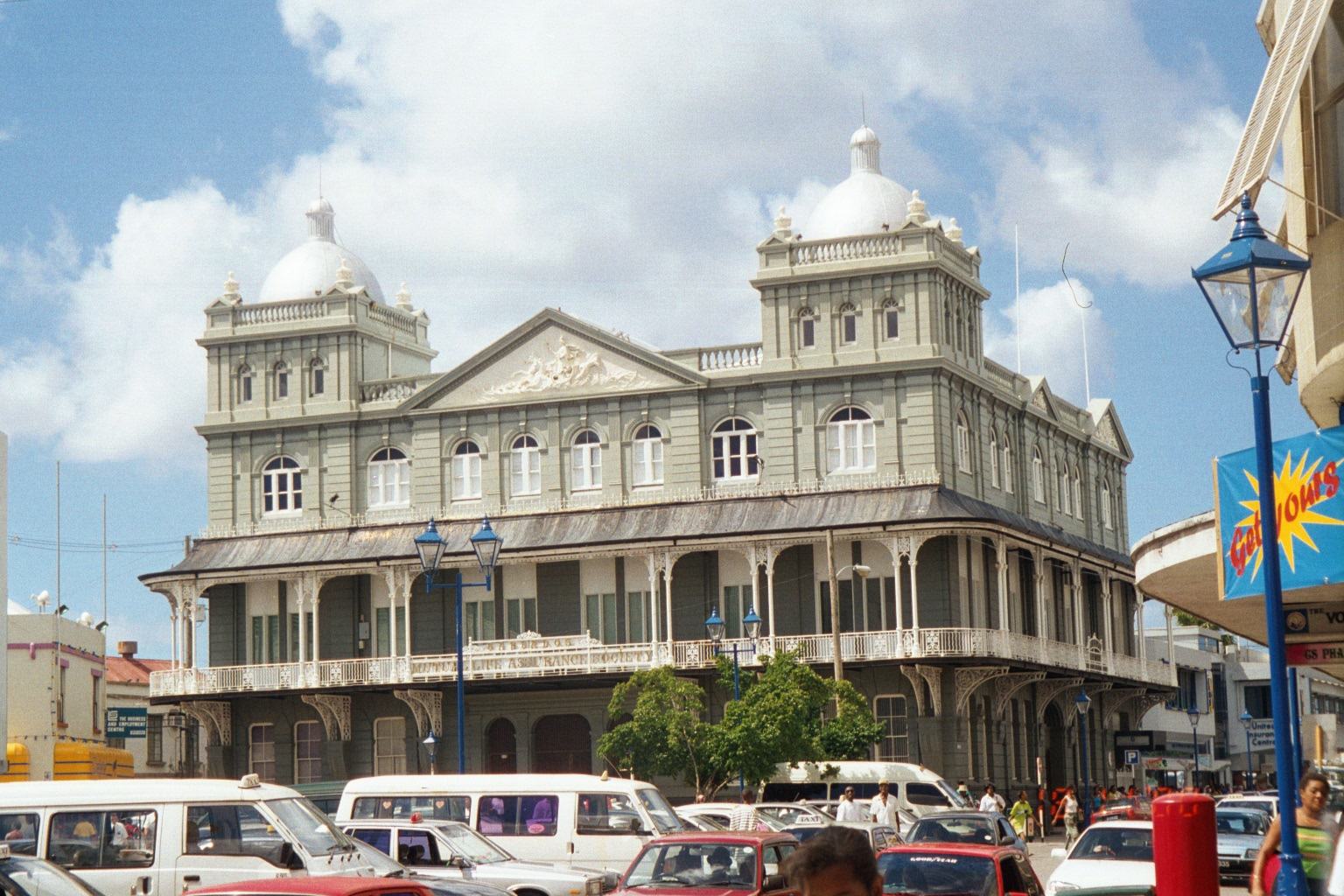
L'emblemàtic edifici de la Barbados Mutual Life Assurance Society des de Broad Street.

Per a una ciutat de la seva mida, la zona de Greater Bridgetown acull diverses institucions educatives de prestigi. La ciutat serveix com a seu d'un dels tres campus de la Universitat de les Índies Occidentals al suburbi nord de Cave Hill. El campus es troba en un cingle que ofereix vistes de Bridgetown i el seu port. El Barbados Community College es troba a 5 km a l'est del districte central de negocis en un suburbi conegut com «The Ivy», mentre que l'extens campus de la Samuel Jackman Prescod Polytechnic es troba més enllà dels límits orientals de la ciutat en un suburbi conegut com «The Pine». A més, la ciutat alberga escoles secundàries tan distingides com Harrison College, Combermere i The St. Michael School. La Universitat Americana de Barbados, Escola de Medicina situada a la zona de Wildey de la Parròquia de Sant Miquel situada aproximadament a 4 km a l'est de Bridgetown, es troba a la frontera amb la Parròquia de Christ Church.
La ciutat de Bridgetown també va ser seu de la Conferència Mundial de les Nacions Unides sobre el Desenvolupament Sostenible dels Petits Estats Illes de 1994. Bridgetown té sucursals d'alguns dels bancs més grans del món i del Carib de parla anglesa i és reconegut internacionalment com un domicili financer emergent. La ciutat va experimentar una remodelació considerable en preparació per a les finals de la Copa del Món de Cricket de 2007 celebrades a l'històric Kensington Oval. L'estadi va ser renovat per convertir-lo en una instal·lació esportiva d'última generació amb capacitat per a 30.000 espectadors. Es calcula que l'audiència en directe de l'esdeveniment de 2007 supera els 100 milions de persones a tot el món.

### Utilitats i serveis locals

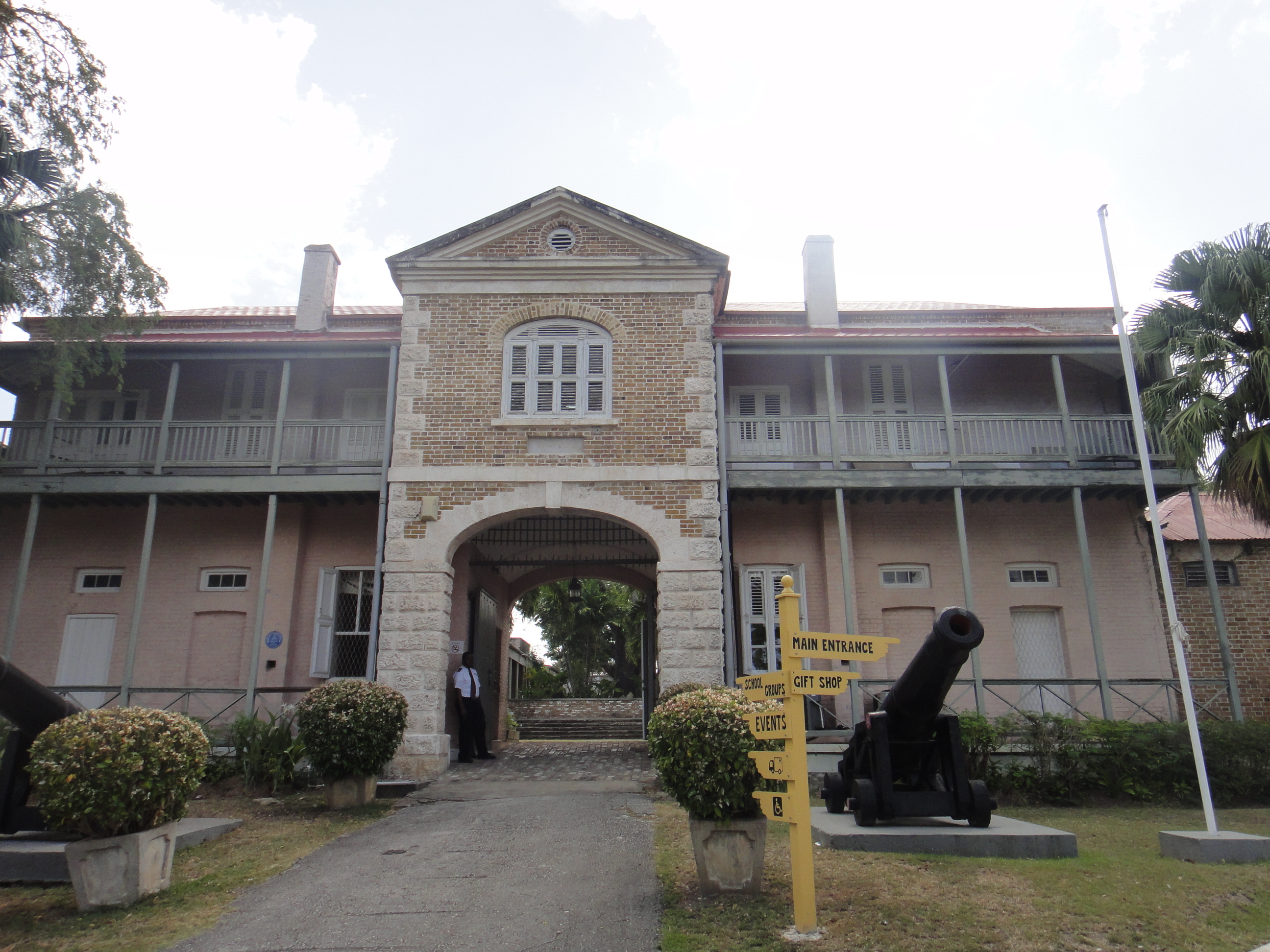
Museu i Societat Històrica de Barbados a la presó militar de la guarnició de St. Ann.

Avui, Bridgetown és una ciutat totalment moderna i pròspera, amb accés a molts serveis moderns, com ara un subministrament d'aigua per canonades (que es diu que és naturalment entre els més purs del món), electricitat, subministrament de gas natural, telecomunicacions d'avantguarda, serveis sense fil, internet cafeteries i una bona infraestructura en general. La ciutat també compta amb un impressionant centre de conferències conegut com el Centre de Conferències de Sherbourne.
- Electricitat - Barbados Light and Power Company Ltd. (BL&P)
- Gas Natural - Corporació Nacional del Petroli
- Aigua: Autoritat de l'Aigua de Barbados (BWA)
- Telecomunicacions: Digicel, FLOW i WIISCOM
- Televisió: CBC TV 8, Multi-Choice TV (Barbados) i DirecTV
- Ràdio: llista d'emissores de ràdio a Barbados
- Mitjans de comunicació de Barbados

## Economia
Les principals exportacions de Barbados són el sucre, el rom i la melassa. L'illa també participa en altres indústries, com ara el turisme i el sector offshore.

### Borsa
- Borsa de Valors de Barbados (BSE), La ciutat de Bridgetown té una borsa de valors amb valors de companyies de Barbados i regionals del Carib.

### Negoci/especificitats
Els principals bancs són:
- Banc de Nova Escòcia,
- Banc de la República,
- Canadian Imperial Bank of Commerce (CIBC)
- Primers Ciutadans i
- Royal Bank of Canada (RBC)

Electricitat: 115 volts AC, 50 cicles. La majoria dels hotels tenen 220 AC.
Telecomunicacions: el codi de marcatge internacional de Barbados és +1.246 seguit de set dígits. A l'illa, s'utilitzen només els set dígits.
Números d'emergència: Policia: 211 (només emergències) Bombers: 311 Ambulància: 511 Guàrdia Costanera i Força de Defensa: +1.246.427.8819

## Transport
La ciutat té accés a vols diaris a través de l'aeroport de l'illa, l’aeroport internacional Sir Grantley Adams (GAIA) situat a l’autopista ABC /autopista 7 a Seawell, Christ Church. La ciutat de Bridgetown i la ciutat de Nova York, als Estats Units, van ser les úniques ciutats de l'hemisferi occidental que van ser servides per vols regulars de British Airways Concorde. A més, el GAIA ha estat escollit com un dels quatre llocs d'exhibició globals per a l'avió supersònic retirat. L'aeroport es troba en la fase final d'un projecte d'ampliació, que també inclourà la construcció d'un museu de l'aviació per allotjar l'avió Concorde retirat.
Les set carreteres principals de Barbados comencen prop de la ciutat de Bridgetown, a la parròquia de Saint Michael. Tots s'estenen cap al nord, sud i est cap a altres parts de l'illa. La conducció es fa pel costat esquerre de la carretera amb un límit de velocitat de 60 km/h en zones urbanitzades. El límit de velocitat a l'autopista ABC és generalment de 80 km/h excepte en zones urbanitzades. El transport aquàtic està regulat per l’Autoritat Portuària de Barbados.

## Agermanaments
Bridgetown està agermanada amb:
- Bridgetown, Nova Escòcia, Canadà (9 juliol 2004)
- Wilmington (Carolina del Nord), Estats Units (28 juny 2004)[15]

## Persones notables
- Jofra Archer, jugadora de criquet

Representació tradicional de la bandera de Stede Bonnet.

- Stede Bonnet, pirata, de vegades anomenat «The Gentleman Pirate»
- Richard Clement Moody, fundador de la Colúmbia Britànica.
- Gilbert Elliott (1870–desconegut), jugador de criquet de primera classe
- Anthony Forde, jugador de dards
- Grandmaster Flash, raper
- Orlando Greene, corredor olímpic[16]
- Dawn-Marie Layne, jugadora de criquet
- Zane Maloney, pilot de curses i campió britànic de F4 2019
- Malcolm Marshall, jugador de criquet
- Jackie Opel, acreditat com a creador del gènere musical sincopat experimental anomenat Spouge.
- Rihanna, cantant/compositora
- Pilot de cotxes de carreres Kyffin Simpson i campió de Fórmula Regional d'Amèrica 2021
- Sir Garfield Sobers, jugador de criquet
- Sir Clyde Walcott, jugador de criquet
- Sir Everton Weekes, jugador de criquet
- Sir Frank Worrell, jugador de criquet
- Dame Sandra Mason, primera presidenta de Barbados